# Ablain-Saint-Nazaire
Ablain-Saint-Nazaire é uma comuna francesa na região administrativa de Altos da França, no departamento de Pas-de-Calais. Estende-se por uma área de 9,85 km². Em 2010 a comuna tinha 1 861 habitantes (densidade: 188,9 hab./km²).

## Geografia
Uma aldeia agrícola situada a 12 quilômetros a norte de Arras, na rodovia D57. Foi reconstruída após ter sido destruída durante a Primeira Guerra Mundial. O riacho de Saint-Nazaire, que atravessa a comuna, é um pequeno afluente do rio Deûle.

## População
| 1962                               | 1968 | 1975 | 1982 | 1990 | 1999 | 2005 |
| ---------------------------------- | ---- | ---- | ---- | ---- | ---- | ---- |
| 1295                               | 1293 | 1388 | 1482 | 1715 | 1843 | 1890 |
| Contagem do censo iniciada em 1962 |      |      |      |      |      |      |

## História
No início da Primeira Guerra Mundial, a Batalha de Lorette durou 12 meses, de outubro de 1914 a outubro de 1915, resultando em perdas elevadas para ambos os lados: 100.000 mortos e muitos feridos. 
Um cemitério nacional francês foi construído em 13 hectares nas proximidades de Ablain-Saint-Nazaire e compreende 20.000 sepulturas, distribuídas independentemente do posto ou treinamento militar. O general Barbot, por exemplo, tem um soldado enterrado próximo a ele, à sua direita. 
Em oito ossários, em torno da base da torre do memorial, estão os restos mortais de 22.970 soldados não identificados. Uma parte do cemitério foi reservada para os soldados muçulmanos.

## Locais de interesse
- A igreja de St. Pierre, que data do século XX.

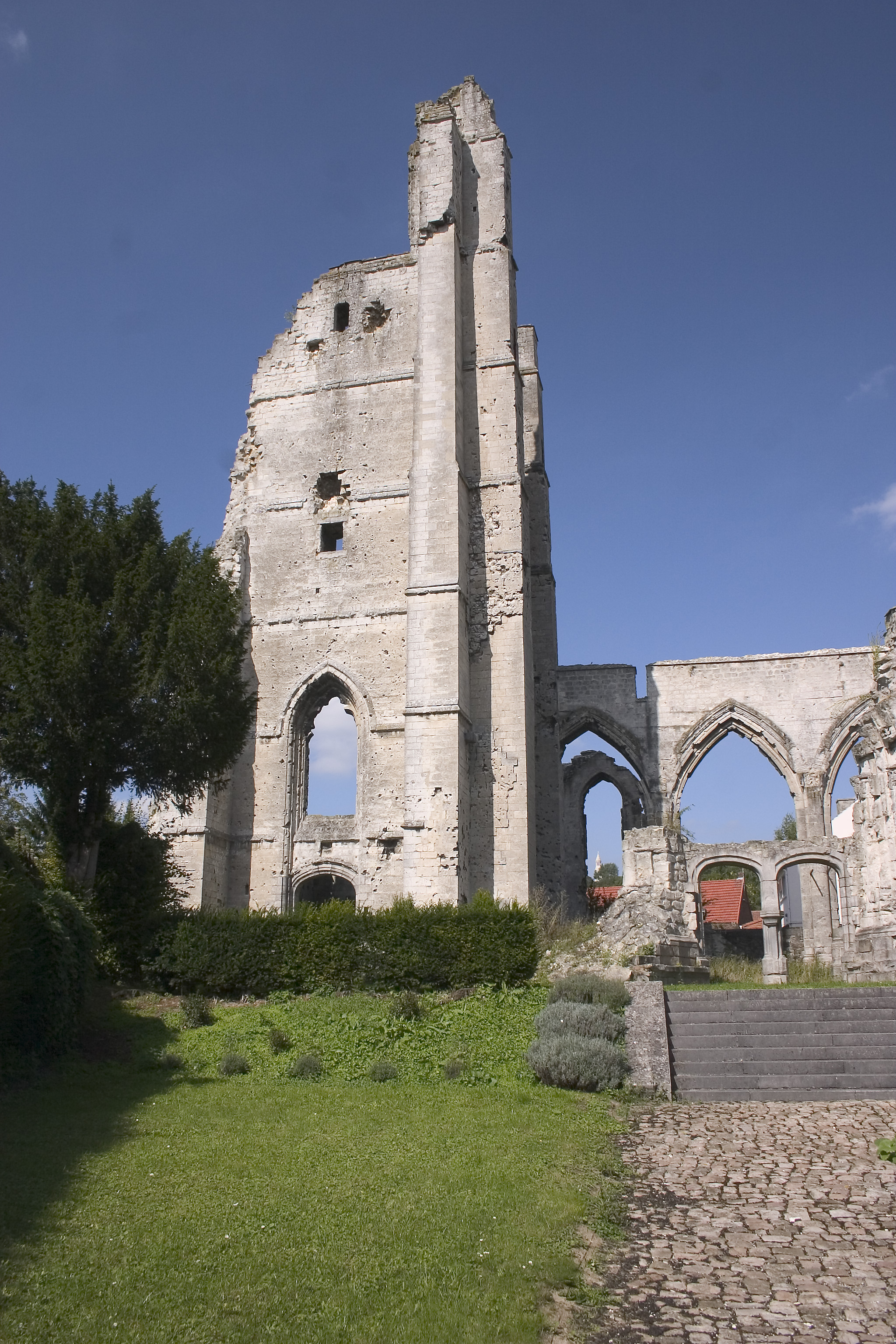
As ruínas da igreja do século XV, destruída na Primeira Guerra Mundial.
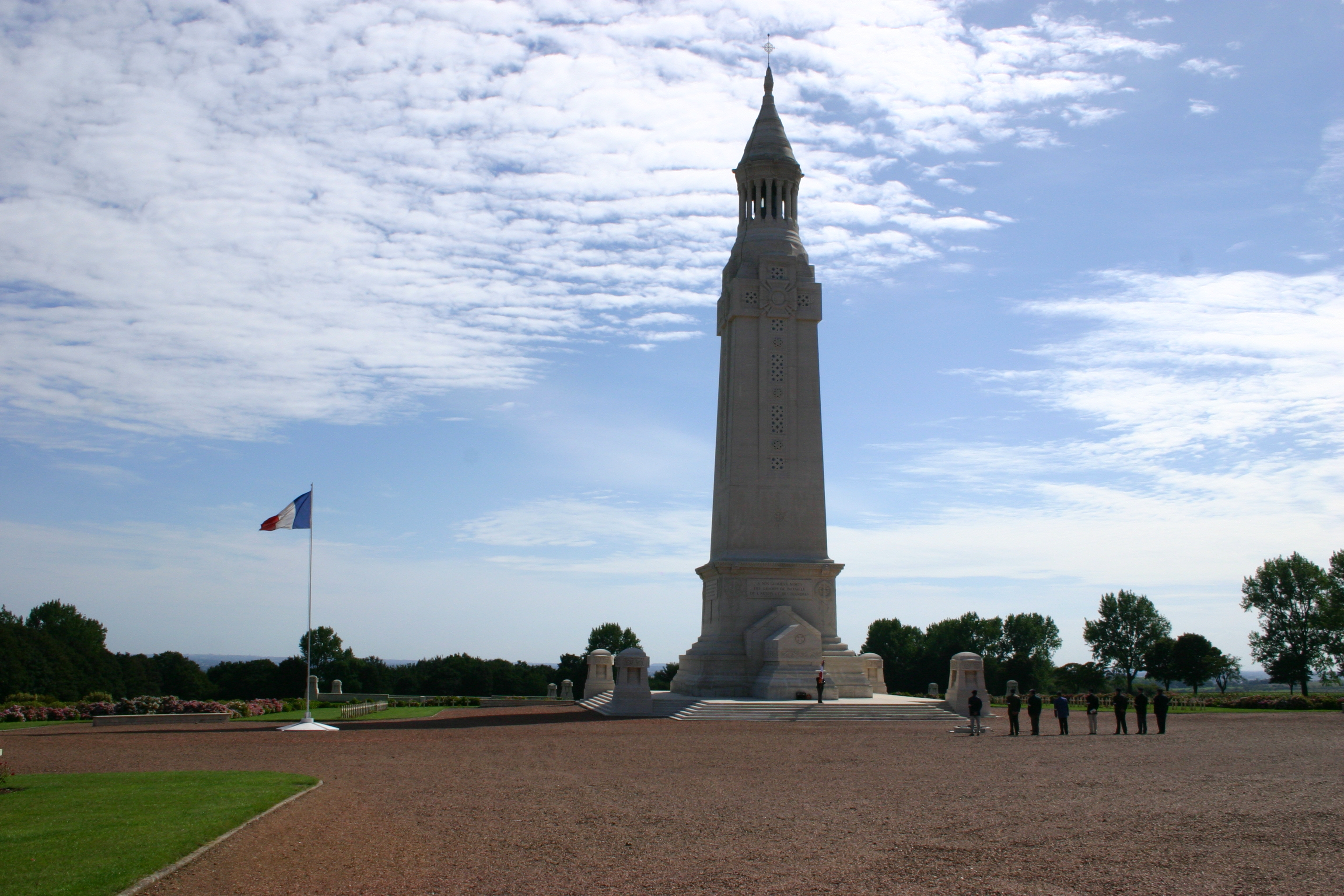
O museu de guerra.
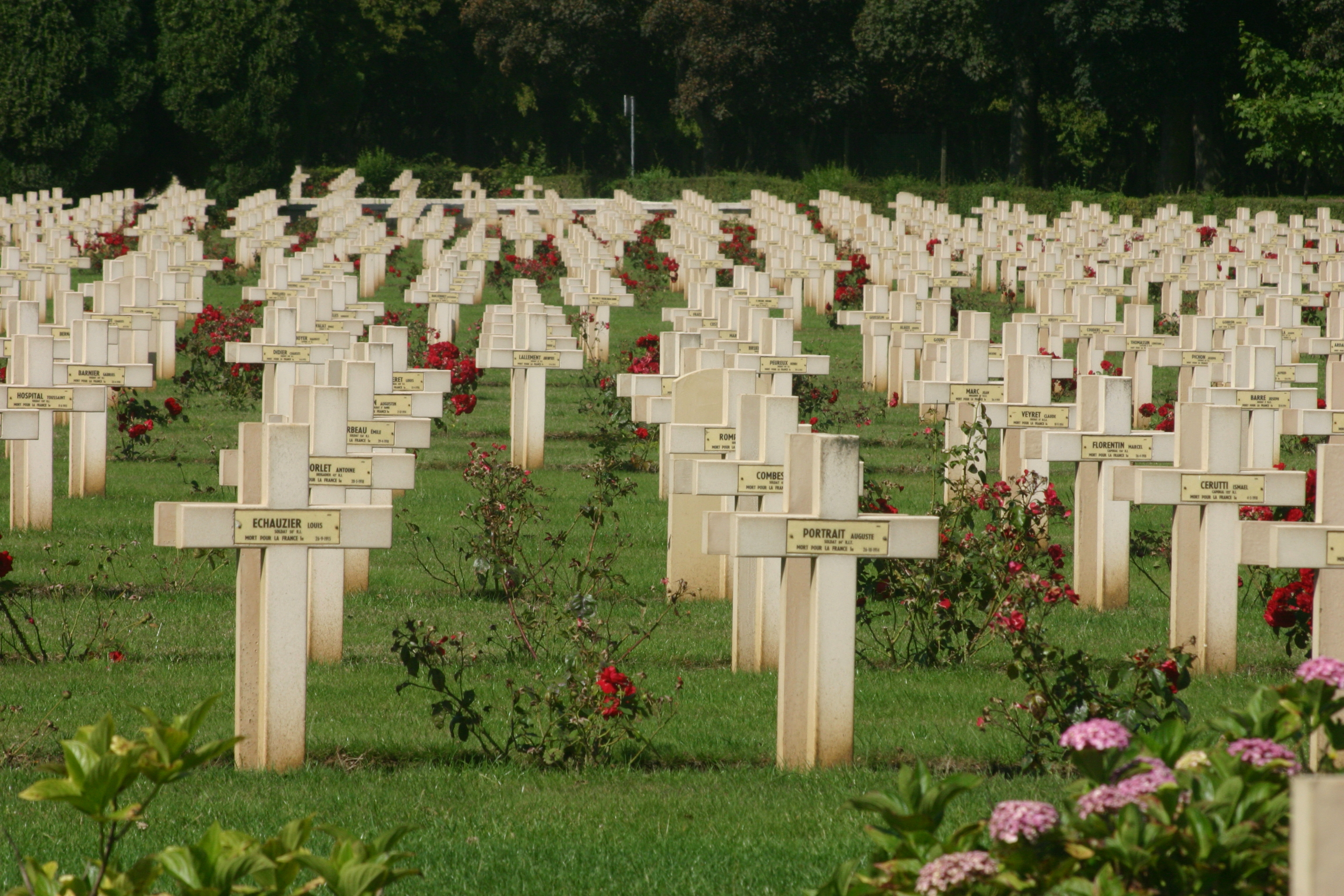
Sepulturas
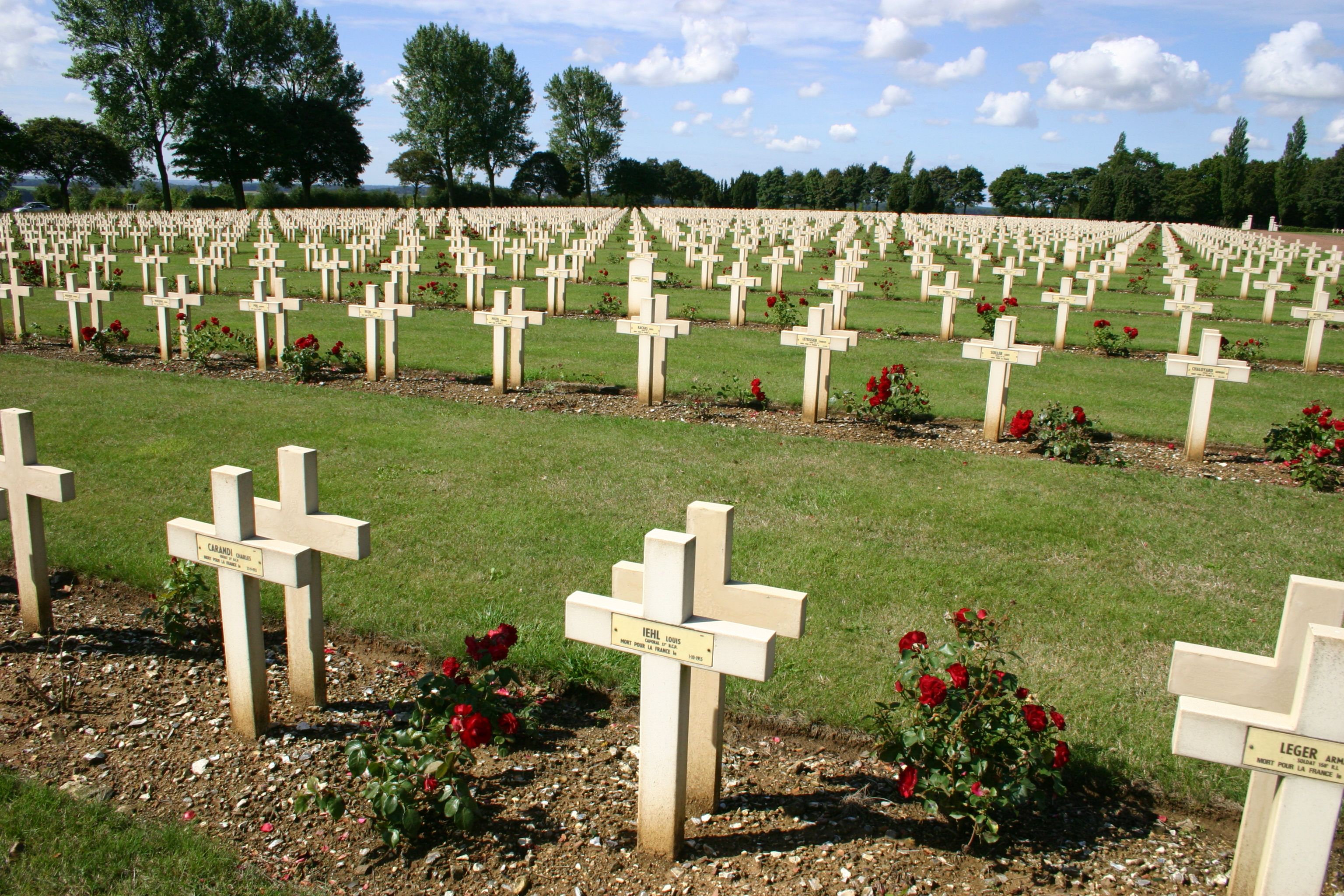
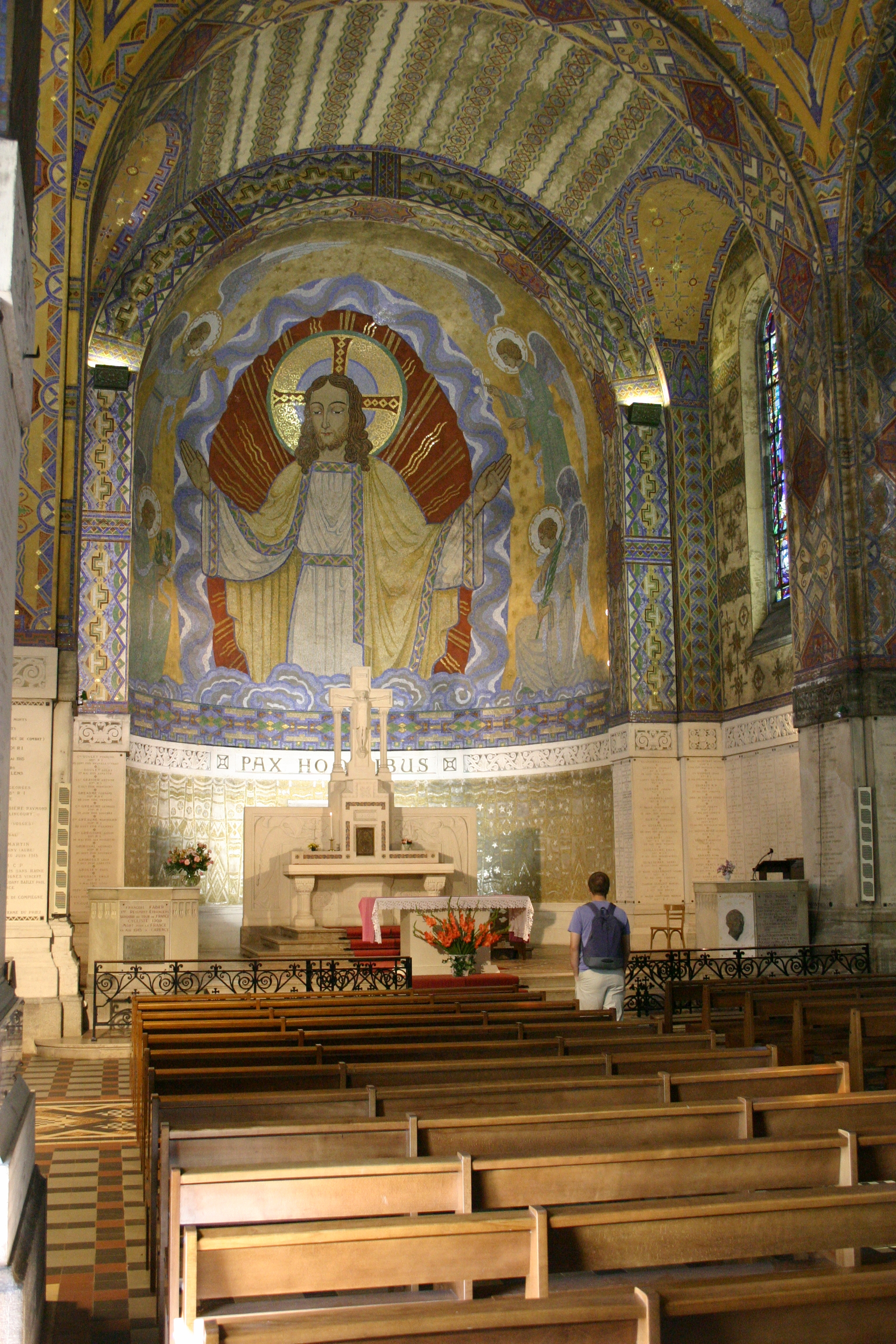
O interior da capela